# K9999
K9999（ケイフォーナイン）は、SNKプレイモアのテレビゲーム『ザ・キング・オブ・ファイターズ』シリーズに登場する架空の人物。

## 概要
『ザ・キング・オブ・ファイターズ2001』（以下『KOF2001』と表記）より登場するキャラクターで、K'やクーラ・ダイアモンドと同じく、秘密結社「ネスツ (NESTS) 」で造られた人造人間である。登場デモでは額が隠れる程度の白髪の姿だが、戦闘時は髪が青く染まった短髪になる。
形状変化する異形の腕の持ち主で、単純な実力はネスツでもトップクラスだが、その力を制御しきれておらず、暴走を起こしやすい。K'やクーラと同じ形状の青いグローブを着用している。
その正体は草薙京の9999体目のクローンだが、クローニングし過ぎて能力の一部しか面影がなく、その代わりに異形の腕を得ていた。自分の過去の記憶はネスツに記憶操作を施されたと錯覚しており、これは彼が生まれた時から自分がネスツで造られたクローンだという事実を知らなかったためである。『KOF2001』でネスツ壊滅後にその事実を知る。誕生日は不明だが、肉体の年齢は16歳である。
非常に尊大な性格で、自分以外の者は一切認めず、組織の上層部であるイグニスに対しても命令に忍従しようとしない。しかし、アンヘルに対しては他のキャラクターと態度が違い、彼女とは親友関係である。自分と比べられるK'を一方的にライバル視するが、当のK'には軽くあしらわれている。『ザ・キング・オブ・ファイターズ2002』（以下『KOF2002』と表記）ではKUSANAGIもライバル視しており、掛け合いがある。
『KOF2001』ではネスツからの命令でKOFに出場するが、途中でアンヘルと共にチームメイトのクーラや上司のフォクシーを裏切り、フォクシーを襲う（ネスツチームのキャラクターを一人でも選んでいる場合は発生しない）。ネスツチームのエンディングでは海中に墜落していくネスツの本拠地をアンヘルと共に飛行機で大暴れして、やりたい放題に破壊していた。
小説版では下巻『THE GODS THEMSELVES』でネスツ本拠地の宇宙ステーションまでK'たちを追ってくるが力を暴走させてしまう。さらにイグニスの所まで辿り着くも自分の出自を明かされた上で一蹴された。しかししぶとく生きており、イグニスを撃破し宇宙ステーション落下の被害を食い止めようとするK'やクーラの前に異形と化した腕を引きずりながら立ちはだかったが、戦闘に突入した描写後は行方不明になる。

## 登場
K9999は『KOF2001』と『KOF2002』にしか登場していない。2009年8月に発行された、『ザ・キング・オブ・ファイターズ2002 UNLIMITED MATCH』までの「KOF」に関連する全登場人物を扱った簡易解説書「ザ・キング・オブ・ファイターズ キャラクター エンサイクロペディア」（ソフトバンククリエイティブ / ISBN 978-4-7973-5418-8）では、彼の姿は（ゲーム画面を撮影した一部の写真を除き）全て黒塗りのシルエットとなっている。また、『ザ・キング・オブ・ファイターズ XIV』のギャラリーモードで閲覧できるイラストにおいてもK9999のみ描かれてはいない。ただし、『KOF2001』『KOF2002』各タイトルの個別公式サイトでは当時のまま公式イラストが公開されている。K9999が登場しなくなったことについて、「KOF」におけるキャラクターデザイナーの1人Falcoonは「みなさんが思っている理由で彼が封印されたわけではない」と述べている。
後に、本編ではないがソーシャルゲーム『SNKドリームバトル』や『ザ・キング・オブ・ファイターズ バトルフェスタ』に限定キャラクターとして登場していた（2013年4月に両作ともサービス終了）。
『KOF2002』のリメイク作にあたる『ザ・キング・オブ・ファイターズ2002 UNLIMITED MATCH』（以下『KOF2002UM』と表記）ではネスツ編のプレイヤーキャラクター全てが登場しているのに対してK9999のみが登場せず、代わりにモーションや性能がほぼ同じ新キャラクターであるネームレスが登場している。なおPlayStation 2版『KOF2002UM』『同 闘劇Ver.』のみ、同時収録された『KOF2002』の移植版であるネオジオモードに登場するが、説明書では存在が省略されている（他機種版ではネオジオモード自体が未収録）。2016年に発売された『ザ・キング・オブ・ファイターズ XIV』ではアンヘルと別れた設定になっている。

## クローネン
2022年2月17日発売の『ザ・キング・オブ・ファイターズXV』（以下『KOF XV』と表記）にてクローネン・マクドガル（KROHNEN McDOUGALL）が登場し、アンヘルとクーラと共に「クローネンチーム」を結成する。
『KOF XV』のクローネンチームのバックストーリーではアンヘルと親しい元ネスツ関係者として描かれていたのみだが、EDでアンヘルからK9999と同一人物である事が明かされた。
もう1人のチームメイトであるクーラは「誘拐した人質」となっているが、実際はK'と喧嘩して家出したクーラがたまたまクローネンと遭遇して一緒にいただけである。『KOF XV』のEDではクーラをダイアナとフォクシーに返還する際に逃走資金にする予定だった優勝賞金も渡している。
草薙京とは「別人だとはわかっているが、KUSANAGIを思い出してイライラする」という趣旨の台詞をいう対戦前の掛け合いがある。
顔立ちはK'に近く、髪型はロングボブヘアー。コスチュームはK9999と似たデザインだが、常に短いマントを肩にまとい、サングラスをかけている。技に関しても腕が伸びる攻撃技は機械化した状態となっている。

## 技の解説
技名が2つある場合は、後者がクローネンの使用技。

### 通常投げ
消えろぉ! / フロント・クラッシュ
右手を振り払い、相手を弾き飛ばす。
いつまで遊んでんだよォ! / バック・スタブ
右手で相手を自分の背後に投げ捨てる。

### 特殊技
うるせぇー! / スパイラル・スマッシュ
腕をドリル状に変形して攻撃する。
エマージェンシー・スライド
クローネンの技。スライディングキックを繰り出す。ネームレスの「襲脚戦技・東雲」と同様、K9999のしゃがみ強キックが特殊技に昇格したもの。

### 必殺技
あっちへいってろォ! / ブレイズ・スロアー
地を這う衝撃波を起こす。『KOF2001』では打撃技として処理されていたらしく、飛び道具を取れないはずのカウンター技で返されていた。『KOF2002』では「飛び道具扱いに修正された」とムックには表記されているが、山崎竜二の「サドマゾ」等のカウンター技に返されてしまうので打撃技扱いのままである。
クローネンの「ブレイズ・スロアー」はネームレスの「地走型抜手刀戦技・早蕨」のように地を這う炎を発生させるもので、正式に飛び道具扱いになっている。
割れろォ! / ヒート・シールド
前方に扇状の炎を放つ技。弱は発生直前まで無敵がある単発技で主に対空に使う。強は二段技で無敵は短いがヒット後に追撃可能。
砕けろォ!
前方に飛び込みながら扇状の炎を放つ突進技。『KOF2002』で追加された。強で出すと発生は遅くなるが中段攻撃になり、ヒット後に追い討ちが可能。
ストライク・スマッシュ
クローネンの技。前方に飛び込んで武器に変形させた腕で斬りつける。演出は大きく異なるが、「砕けろォ!」に相当する。

### 超必殺技
月… / インファーナル・プロミナンス
月の満ち欠けのような形状で全身を覆う、赤い衝撃波を発生させる。攻撃判定の出方が特殊で前面から後面へ遅れて発生する。出が早く無敵時間があり、攻撃範囲が広い。
クローネンの「インファーナル・プロミナンス」は、炎のバリアで全身を覆う。
てめぇも往っちまえ!! / フュージョン・ブラスター
腕を銃に変形させて、連続で発砲する。画面端まで届き、一瞬で相手に到達する弾速ではあるが、連続技には組み込めない。また、特定の間合いでしか最大ヒット数を出せず、それより近くても遠くてもヒット数が減る。飛び道具を相殺する性能を持っている。『KOF2001』ではこの技がHITした場合に入るスコアが異常に高いという特殊な性質があった。
クローネンの「フュージョン・ブラスター」は、MAX版が1回だけ発砲するものになっており、溜めが可能。
力が…勝手に…ぅわあああ!! / カラミティ・オーバードライブ
MAX専用。触手と化した腕が暴走して、前方へ伸びる。画面端まで届き、無敵時間と技の持続時間がかなりある為、回避困難な攻撃。その上ガードされても相当な削りダメージを与える。更には相手がどのような状態でも（追撃不能の吹っ飛び中でも、ダウン中でも）攻撃が当たるという性質まで持っている。コマンドも少しだけ癖があることを除けば非常に短い。
クローネンの「カラミティ・オーバードライブ」はCLIMAX超必殺技で、巨大な金属のアームと化した腕を前方に伸ばす。
これは、まるで…!!
『KOF2002』のMAX2。空中で停滞しマントに身を包んだ状態で発光、画面全体と自分の真下を攻撃する。この技の間だけ、登場デモで見られる白髪に戻る。コマンド入力がレバーのみという特殊な技。

### その他の技
俺に命令すんなぁ!!
『KOF2001』のストライカー動作。

## 担当声優
- 佐々木望（『2001』、『2002』）
- KENN（『XV』クローネン）

## 関連人物
- K' - 一方的にライバル視する。
- クーラ・ダイアモンド - 『KOF2001』『KOF2002』『KOF XV』でのチームメイト。『KOF2001』で裏切るが、『KOF XV』で一時的に組むことになる。
- フォクシー -『KOF2001』でのチームメイトかつ監視役だが、裏切って重傷を負わせた。
- アンヘル - 『KOF2001』『KOF2002』『KOF XV』でのチームメイト。親友かつ相棒的存在で『KOF XIV』では一時期別れていたが、『KOF XV』で改名した後で再会を果たす。
- ゼロ（オリジナル） - 上司だが、反逆する。
- イグニス - 組織の支配者だが、反逆する。
- 草薙京 - 遺伝子のオリジナル、敵視。
- KUSANAGI - ライバル。
- ネームレス - 『KOF2002UM』での代理キャラクター。同じくネスツの実験体で、K9999と似た技を使う。